# کینتامانی
کینتامانی (به انگلیسی: Kintamani (dog))، نام یکی از نژادهای سگ است که خاستگاه آن به اندونزی بازمی‌گردد.

## خصوصیات
وزن جنس نر کینتامانی ۱۵–۱۷ کیلوگرم (۳۳–۳۷ پوند) است و وزن جنس مادهٔ آن ۱۳–۱۵ کیلوگرم (۲۹–۳۳ پوند). قد جنس نر کینتامانی ۴۵–۵۵ سانتیمتر (۱۸–۲۲ اینچ) است و قد جنس مادهٔ آن ۴۰–۵۰ سانتیمتر (۱۶–۲۰ اینچ).